# Templete del Metro (Red de San Luis)

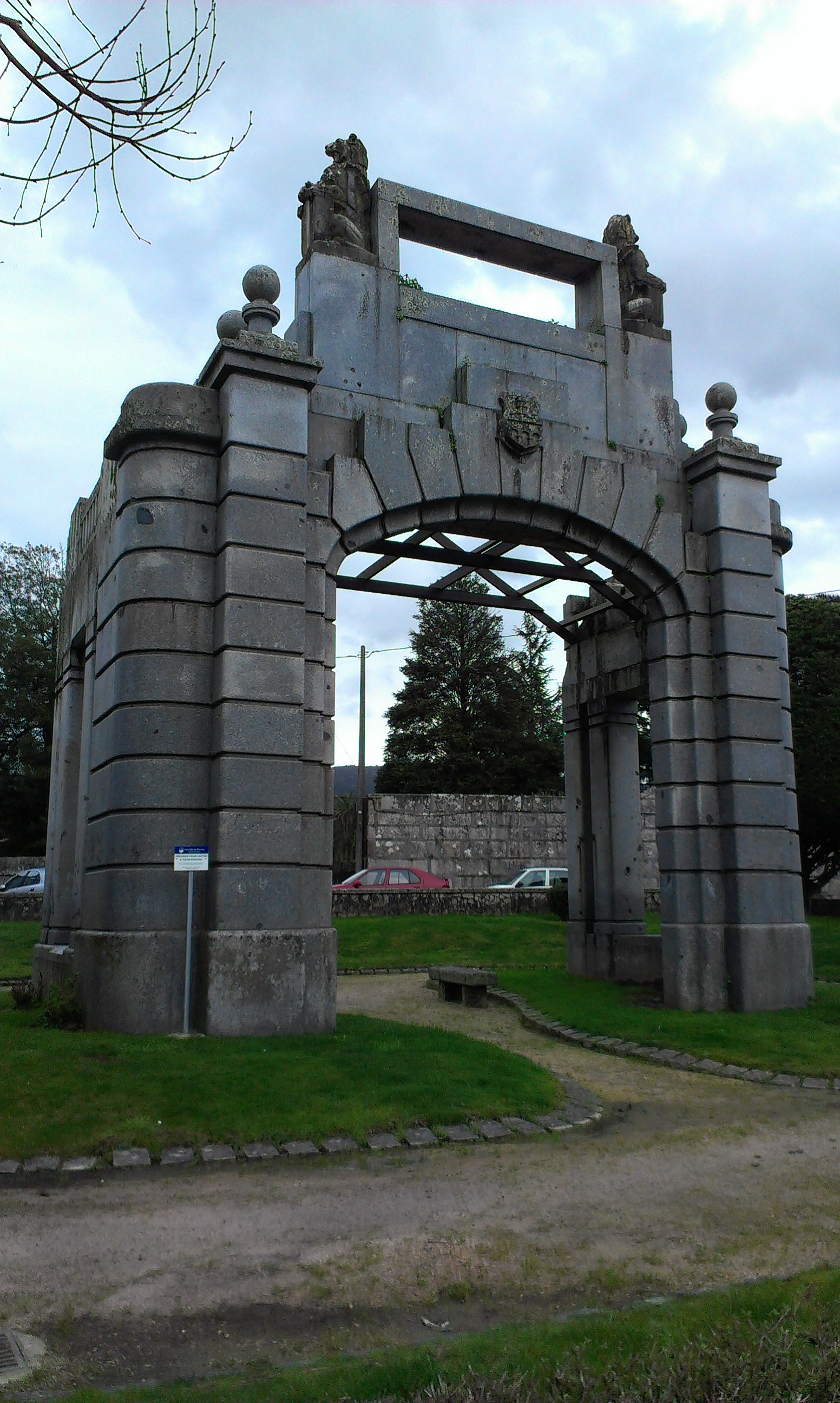
Templete del metro original en su ubicación actual, en el Parque Campo da Feira de O Porriño.

El Templete del Metro de la Red de San Luis se construyó como acceso de la primera línea de la nueva red metropolitana de Madrid, la Norte-Sur. Era obra del arquitecto gallego afincado en Madrid Antonio Palacios. Estuvo operativo en medio de la Plaza desde 1920 hasta 1970, año en que se desmanteló, con Carlos Arias Navarro como alcalde de Madrid, y se llevó a la ciudad natal del arquitecto: Porriño (Pontevedra).

## Historia
Durante la construcción de este segundo tramo, ya en el año 1919, se inauguró la estación de Metro denominada: Gran Vía (correspondía a la línea 1), aunque en el primitivo proyecto figuraba con el nombre de Red de San Luis. La primera línea de la nueva red metropolitana, la Norte-Sur, fue inaugurada el 17 de octubre de 1919. La línea partía de la Glorieta de Cuatro Caminos, y discurría bajo las calles de Santa Engracia, Luchana, Fuencarral y Montera, hasta la Puerta del Sol. Para alinear su construcción, se había empleado el trazado de las exiguas calles: en túnel desde la puerta del Sol hasta la glorieta de Bilbao y desde allí hasta los Cuatro Caminos, 'levantando' literalmente las calles más anchas con el objeto de construir túneles y estaciones más someramente. Salvo en las estaciones de Sol y Gran Vía, cuyos accesos eran a través de ascensores, el resto de las salidas de las estaciones se realizaron mediante bocas de acceso. 
La marquesina y su ascensor estuvieron operativos en medio de la Plaza hasta 1970, año en el que con motivo de la inauguración de pasos subterráneos con accesos a la nueva línea 5, se suprimió el servicio de ascensor y se desmanteló el templete. La Compañía del Metropolitano de Madrid lo cedió al ayuntamiento gallego de O Porriño, lugar de nacimiento de Antonio Palacios, localidad donde se encuentra actualmente, situado en uno de sus parques, el Parque Campo da Feira, popularmente conocido como Parque infantil. Durante los años noventa, coincidiendo con el saneamiento de la Gran Vía, se planteó retornar el templete a su sitio, pero las gestiones para su regreso fueron finalmente infructuosas.

## Características
La salida a la superficie de la estación Gran Vía estaba en medio de la plazuela de la Red de San Luis, y como se encontraba a gran profundidad (20m.) fue necesario un ascensor. La Compañía del Metropolitano Alfonso XIII encargó el diseño del proyecto al arquitecto Antonio Palacios Ramilo (autor del Palacio de Comunicaciones entre otros). El proyecto fue realizado en forma de templete de granito que se construyó en mitad de la citada plaza. El templete estaba cubierto por una marquesina de hierro y cristal. El acceso consistía en un pozo vertical con una escalera de caracol que rodeaba al ascensor. Este ascensor, que sin embargo no empezó a prestar servicio hasta el 18 de noviembre de 1920, se podía emplear gracias a un billete de ascensor con el coste adicional de cinco céntimos de peseta (1/3 del precio del billete en 1919). 

## Réplica

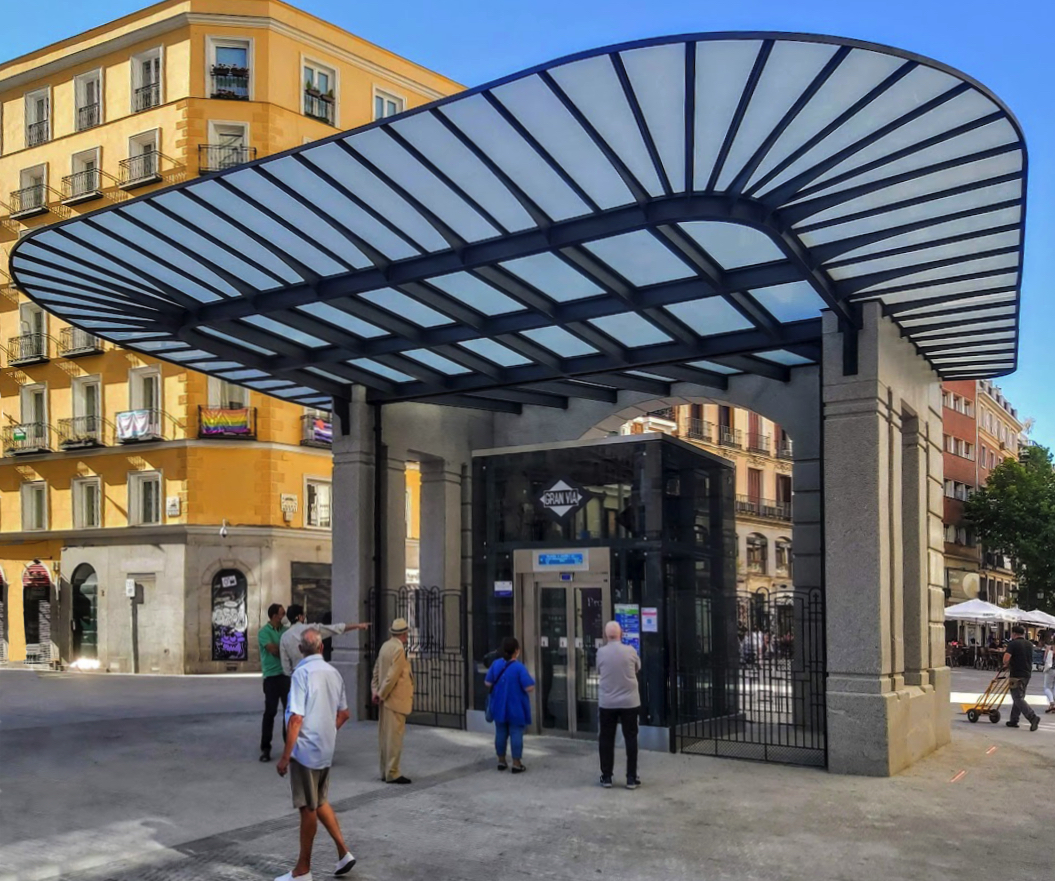
Réplica del templete de la Red de San Luis en 2021.

El montaje de 2021 es idéntico al original de 1920 construido por el arquitecto Antonio Palacios. Para la construcción se utilizó granito de O Porriño, el mismo material que se utilizó en la época y también se instaló la marquesina metálica. Se mantiene igualmente la estructura del ascensor para que las personas con problemas de movilidad puedan acceder.
El proyecto de la réplica comienza en 2018. En ese año, la Comunidad de Madrid decidió, como parte de las reformas del vestíbulo del metro de Gran Vía y unión con la de Cercanías de Sol, construir una réplica del templete y ubicarla prácticamente en su lugar original. Entre las razones que esgrimió el gobierno madrileño para no recuperar el original estarían las reticencias del gobierno municipal porriñés a devolverlo y el aparente mal estado de la obra. Originalmente, la previsión fue inaugurar la réplica en 2019, coincidiendo con el centenario de la inauguración del metro madrileño. Sin embargo, debido a los distintos retrasos, incluyendo los ocasionados por encontrar restos del templete original que debieron ser preservados, así como por la Pandemia de COVID-19 la reconstrucción no pudo ser inaugurada hasta julio de 2021.